# Scinax tigrinus
Scinax tigrinus é uma espécie de anfíbio da família Hylidae. Endêmica do Brasil, pode ser encontrada nos estados de Goiás e Minas Gerais.